# Almindelig nereis
Almindelig nereis (Hediste diversicolor), også kaldet almindelig frynseorm,  er en havbørsteorm, der er udbredt langs Europas kyster. Den kan blive 15 cm lang, og er brun, grå eller grønlig.den trækker vejret gennem huden.
I Danmark findes den ofte under sten på lavt vand i fjorde. Der kan være op til 3.000 individer pr. m².

## Levevis
Det er en altæder, der med udgangspunkt i U- eller Y-formede gange strækker sig ud til alle sider efter smådyr, ådsler og alger.
Almindelig nereis tåler lave saltholdigheder og findes helt til Finland i den Botniske Bugt.